# Plug Power
Plug Power Inc. est une entreprise américaine spécialisée dans le développement de piles à combustible à hydrogène pour remplacer les batteries conventionnelles dans les équipements et les véhicules fonctionnant à l'électricité. L'entreprise est basée à Latham, New York, et possède des installations à Spokane, Washington et Rochester, New York .

## Historique
Plug Power a été fondée en 1997 en tant que coentreprise entre DTE Energy et Mechanical Technology Inc. La société est introduite en bourse en 2002. Les chariots élévateurs ont été leur premier marché viable avec des clients tels que Nike, BMW, Wal-Mart, Home Depot, Mercedes-Benz, Kroger et Whole Foods .
En février 2017, la société a annoncé les premières livraisons de ses moteurs à pile à combustible ProGen conçus pour les véhicules de livraison électriques. Le système est adopté par USPS sur sa flotte de camions à Capitol Heights, Maryland,.
En février 2020, la société a lancé des moteurs à pile à combustible Progen d'une puissance de 125 kW pour les camions des classes 6, 7 et 8 et les équipements tout-terrain lourds. En janvier 2021, SK Group, un conglomérat sud-coréen, a annoncé un investissement de 1,5 milliard de dollars dans Plug Power pour environ 10% des parts. Ils formeront une coentreprise en Corée du Sud pour fournir des produits de piles à hydrogène aux marchés asiatiques.
En janvier 2021, l'entreprise a signé un accord avec le constructeur automobile Renault. L'accord lancerait une coentreprise en France d'ici la fin juin 2021. En octobre de la même année, Plug Power s'associe à une autre entreprise française, la start-up nantaise Lhyfe pour la construction d'usines de production d'hydrogène « vert ».
Le 30 juin 2022, le groupe rejoint le consortium GravitHy,.